# شهرستان آلمتیفسکی
شهرستان آلمتیفسکی (به لاتین: Almetyevsky District) یک شهرستان در روسیه است که در تاتارستان واقع شده‌است.